# Larry Hovis
Larry Hovis (* 20. Februar 1936 in Wapato, Washington; † 9. September 2003 in San Marcos, Texas) war ein US-amerikanischer Schauspieler und Sänger. Er wurde in Deutschland hauptsächlich durch seine Rolle des Sergeanten Andrew Carter in Ein Käfig voller Helden bekannt.
Im Gegensatz zu der schrulligen und geistig leicht unterbelichteten Figur, die er verkörperte, war Hovis ein hochintelligenter Mann. Er studierte in den 1950ern Philosophie an der Universität von Houston und war nach seiner Karriere vor der Kamera als Professor an der staatlichen Universität San Marcos tätig.
Schon früh in seinem Leben entdeckte er auch sein Gesangstalent. Zusammen mit seiner Schwester Joan und ein paar Freunden sang er in einem Quartett namens The Mascots mit, die sogar einen Fernsehauftritt in einer TV-Show hatten. Später war er Sänger in verschiedenen Bands und nahm auch einige Platten auf, wie My Heart Belongs to Only You.
Nach seinem Studium zog Hovis nach New York, wo er in den späten 1950ern und frühen 1960ern in einigen Broadway-Shows auftrat.
In Ein Käfig voller Helden sollte er ursprünglich nur eine kleine Rolle im Pilotfilm übernehmen. Als jedoch zwei Schauspieler kurzfristig absprangen, wurde seine Rolle fest in die Serie integriert.
Larry Hovis starb am 9. September 2003 an Speiseröhrenkrebs.

## Filmografie
- 1960–1961: Ende gut – alles gut (The Jim Backus Show, Fernsehserie, 4 Folgen)
- 1964–1965: Gomer Pyle, U.S.M.C. (Gomer Pyle, Fernsehserie, 11 Folgen)
- 1965: The Andy Griffith Show (Fernsehserie, 2 Folgen)
- 1965–1971: Ein Käfig voller Helden (Hogan’s Heroes, Fernsehserie, 164 Folgen)
- 1967–1972: Rowan & Martin’s Laugh-In (Fernsehserie, 34 Folgen)
- 1969: Der Geist und Mrs. Muir (The Ghost & Mrs. Muir, Fernsehserie, Folge 1x16)
- 1969: Die Macht des Geldes (The Survivors, Fernsehserie, 3 Folgen)
- 1972: Doris Day in... (The Doris Day Show, Fernsehserie, 2 Folgen)
- 1972: McMillan & Wife (Fernsehserie, Folge 2x04)
- 1973: Adam-12 (Fernsehserie, Folge 6x05)
- 1976: Holmes & Yoyo (Fernsehserie, 4 Folgen)
- 1977/1978: Imbiss mit Biss (Alice, Fernsehserie, 2 Folgen)
- 1991: Zwei Asse schlagen wieder zu (Another Pair of Aces, Fernsehfilm)
- 1992: Für Gesetz und Mord (Shadow Force)
- 2002: Cowboys und Idioten (Lone Star State of Mind)